# Ла-Гуаренья
Ла-Гуаренья (исп. La Guareña)  — район (комарка) в Испании, входит в провинцию Самора в составе автономного сообщества Кастилия и Леон.

## Муниципалитеты
1. Аргухильо
2. Ла-Боведа-де-Торо
3. Каньисаль
4. Кастрильо-де-ла-Гуаренья
5. Фуэнтелапенья
6. Фуэнтесауко
7. Гваррате
8. Эль-Мадераль
9. Эль-Пего
10. Сан-Мигель-де-ла-Рибера
11. Вадильо-де-ла-Гуаренья
12. Вальеса-де-ла-Гуаренья
13. Вильябуэна-дель-Пуэнте
14. Вильяэскуса
15. Вильямор-де-лос-Эскудерос